# 圣马夏尔 (加尔省)
圣马夏尔（法語：Saint-Martial，法語發音：[sɛ̃ maʁsjal]）是法国加尔省的一个市镇，位于该省西部，属于勒维冈区。

## 地理
圣马夏尔（44°2'4"N, 3°44'9"E）面积17.16 平方千米，位于法国奧克西塔尼大區加尔省，该省份为法国南部沿海省份，南端濒地中海，北起顺时针与阿尔代什省、沃克吕兹省、罗讷河口省、埃罗省、阿韦龙省和洛泽尔省接壤。
与圣马夏尔接壤的市镇（或旧市镇、城区）包括：科洛尼亚克、圣安德烈-德马让库勒、圣罗芒德科迪耶尔、苏多尔格、叙梅讷、瓦勒代古阿勒。

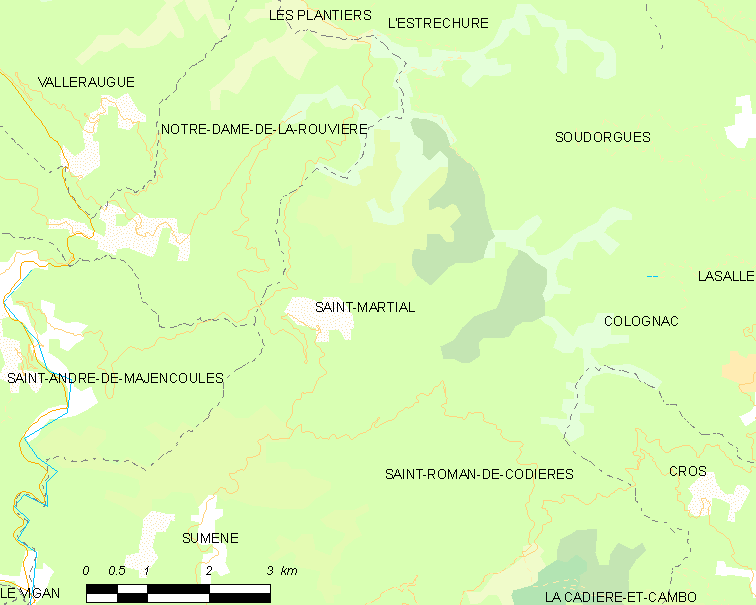
的OSM定位图

圣马夏尔的时区为UTC+01:00、UTC+02:00（夏令时）。

## 行政
圣马夏尔的邮政编码为30440，INSEE市镇编码为30283。

## 政治
圣马夏尔所属的省级选区为勒维冈县。

## 人口

1962-2008年间人口变化图示

圣马夏尔于2022年1月1日时的人口数量为182人。